# Коточижовки
Коточижовки — деревня в составе Некрасовского сельского поселения Некрасовского района Ярославской области.

## География
Рядом с Коточижовками протекает Чёрная река. Деревня находится на границе Костромской и Ярославской областей.
В полутора километрах к западу от деревни расположен песчаный карьер.

## История
Дата образования неизвестна, но на карте 1793 года числится как деревня Чижова. Во время Великой Отечественной войны рядом с деревней проходила узкоколейная железная дорога, в настоящее время от неё осталась только насыпь.

## Культура
Старинные дома в Коточижовках украшены вырезанными из дерева изображениями драконов, части тела которых по форме напоминают различные растения, в частности, цветы, например, голова дракона может быть схожа с колокольчиком, тело — с вьюном. Резные драконы Коточижовок сходны с домовой резьбой, которую можно встретить на старинных домах в городе Нерехта Костромской области. По данным местных жителей, фигурки вырезались ими самостоятельно.

## Экономика
В советское время в деревне была ферма, конюшня. В полутора километрах.располагался кирпичный завод, на котором делали кирпич из красной глины. 
В 2011 году на Коточижовском песчаном карьере происходила незаконная добыча песка на глубине до 5 метров.

## Население
| 2007 | 2010 |
| ---- | ---- |
| 31   | ↘16  |